# Merzbach (Trautskirchen)
Merzbach (fränkisch: Mäadsba) ist ein Gemeindeteil der Gemeinde Trautskirchen im Landkreis Neustadt an der Aisch-Bad Windsheim (Mittelfranken, Bayern). Merzbach liegt in der Gemarkung Buch.

## Geografie
Unmittelbar nördlich des Dorfes entspringt der Merzbach, ein linker Zufluss der Zenn mit südöstlichem Lauf und Mündung im namengebenden Ort der Gemeinde, ungefähr 0,25 km nordwärts des Ortsrandes beginnt der weite Schußbachwaldes. In diesem erhebt sich 1 km nordwestlich des Ortes der Alte Herod (426 m ü. NHN). 0,75 km östlich von Merzbach liegt, durch eine offene Höhenflur vom anderen Wald getrennt, die Waldinsel Oberer Herrschaftswald.
Eine Gemeindeverbindungsstraße führt nach Hohenroth (0,9 km nordöstlich) bzw. nach Trautskirchen zur Staatsstraße 2413 (1,6 km südöstlich). Ein landwirtschaftlicher Verkehrsweg führt an der Bucher Mühle vorbei bis zur Kreisstraße NEA 17 bei Buch (1,2 km südwestlich).

## Geschichte
1294 wurde der Ort als „guet zu Merczpach“ erstmals urkundlich erwähnt, als Konrad IV. von Nürnberg und seine Frau Agnes dem Deutschen Orden die Burg Virnsberg mit Eingehörungen schenkten, darunter auch Merzbach. Der Ortsname leitet sich vom gleichnamigen Gewässernamen ab, der „Bach, der im März besonders viel Wasser führt“ bedeuten soll.
Gegen Ende des 18. Jahrhunderts gab es in Merzbach zwölf Anwesen (2 Höfe, 3 Zweidrittelhöfe, 4 Viertelhöfe, 2 Gnadenhäuslein, 1 Gemeindehirtenhaus). Das Hochgericht übte das Obervogteiamt Virnsberg aus. Die Dorf- und Gemeindeherrschaft und die Grundherrschaft über alle Anwesen hatte die Deutschordenskommende Virnsberg.
Im Rahmen des Gemeindeedikts wurde Merzbach dem 1808 gebildeten Steuerdistrikt Buch und der 1811 gebildeten Ruralgemeinde Buch zugeordnet. Am 1. Juli 1972 wurde Merzbach im Zuge der Gebietsreform in Bayern nach Trautskirchen eingemeindet.

## Einwohnerentwicklung
| Jahr      | 001818 | 001840 | 001861 | 001871 | 001885 | 001900 | 001925 | 001950 | 001961 | 001970 | 001987 |
| Einwohner | 87     | 99     | 103    | 115    | 100    | 94     | 76     | 97     | 77     | 85     | 50     |
| Häuser    | 15     | 16     |        |        | 17     | 17     | 17     | 19     | 17     |        | 17     |
| Quelle    | [ 13 ] | [ 14 ] | [ 15 ] | [ 16 ] | [ 17 ] | [ 18 ] | [ 19 ] | [ 20 ] | [ 21 ] | [ 22 ] | [ 1 ]  |

## Religion
Der Ort ist seit der Reformation evangelisch-lutherisch geprägt und bis heute nach St. Laurentius (Trautskirchen) gepfarrt. Die Einwohner römisch-katholischer Konfession sind nach Mariä Himmelfahrt (Sondernohe) gepfarrt.